# تونی تادشی
تونی تادشی (انگلیسی: Tony Tedeschi؛ زاده ۱۱ آوریل ۱۹۶۴) یک بازیگر پورنوگرافی اهل ایالات متحده آمریکا است.